# Andrena ishii
Andrena ishii är en biart som beskrevs av Ribble 1968. Andrena ishii ingår i släktet sandbin, och familjen grävbin. Inga underarter finns listade i Catalogue of Life.